# Iglesia de la Compañía (Palencia)
La iglesia de la Compañía de Jesús, llamada también de Nuestra Señora de la Calle, es un templo parroquial católico sito en la plaza de Isabel la Católica de la ciudad de Palencia (Castilla y León, España). Construido por los jesuitas a finales del siglo XVI, alberga a la patrona de la capital palentina, la Virgen de la Calle, cuya festividad se celebra el 2 de febrero.

## Historia
El templo fue construido por la Compañía de Jesús entre 1584 y 1599, de ahí la denominación popular que recibe. Originalmente estuvo dedicado a san Lorenzo. Tras la expulsión de la Orden de España en 1767, el edificio quedó convertido en parroquia-santuario al colocarse en su interior la imagen de la Virgen de la Calle, que recibía hasta entonces culto en la iglesia de san Bernardo. En las últimas décadas del siglo XIX se construyó como edificación anexa el Seminario Diocesano. Cuando en 1871 los jesuitas regresaron a Palencia, no tomaron posesión de su antigua iglesia, sino que, en virtud de un acuerdo con el Obispado de Palencia, pasaron a regentar la iglesia del exclaustrado convento de San Francisco.
Desde 1982 la iglesia de la Compañía es Bien de Interés Cultural (BIC) con categoría de Monumento Histórico-Artístico de interés nacional.

## Descripción
Se trata de un templo de traza típicamente jesuítica. La fachada principal, de clásica sobriedad renacentista y aires escurialenses, se compone de tres cuerpos de anchura descendente. El inferior consta de una sencilla portada adintelada y cubierta con tímpano curvo, al que un escudo da continuidad decorativa hasta tocar el primer cornisamento; la flanquean cuatro pares de pilastras de orden corintio de fuste liso, que contribuyen a realzar la verticalidad de esta fachada. El segundo cuerpo reproduce el modelo anterior, salvo que el vano adintelado es ahora un ventanal, quedando las pilastras laterales reducidas a dos pares; los extremos se cierran con sendos aletones de gran desarrollo y pináculos-obeliscos rematados en bolas. El tercer cuerpo presenta un frontón partido por una hornacina con la imagen de la Virgen y una espadaña central de un solo campanil, con remates embolados en los extremos.

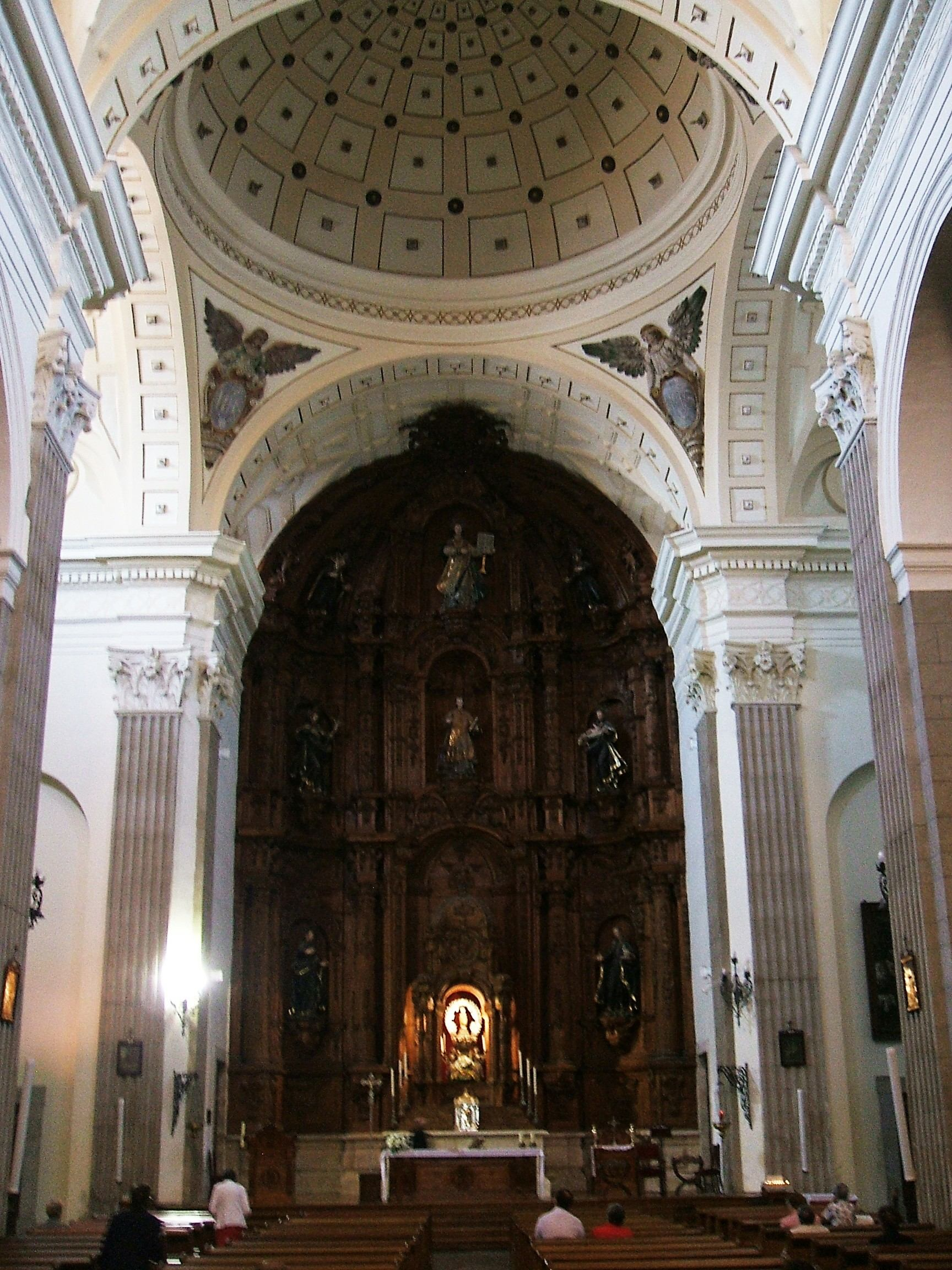
Crucero y cabecera de la iglesia.

El interior se configura con una sola nave de tres tramos, el primero destinado al coro y los otros dos abiertos a capillas laterales comunicadas, a la que cubre una bóveda de cañón con lunetos decorada con yeserías. Un corto brazo transversal se interpone entre la nave y la cabecera; sobre el crucero, una cúpula de media naranja apoyada sobre pechinas y decorada con casetones, cuyo ritmo geométrico se extiende a los trasdoses de los arcos torales y al tramo de bóveda de la capilla mayor. Las pechinas están ornamentadas con relieves de ángeles sosteniendo escudos-emblemas. Una restauración contemporánea ha sacado a la luz gran parte de la policromía que adornaba los lienzos de pared.

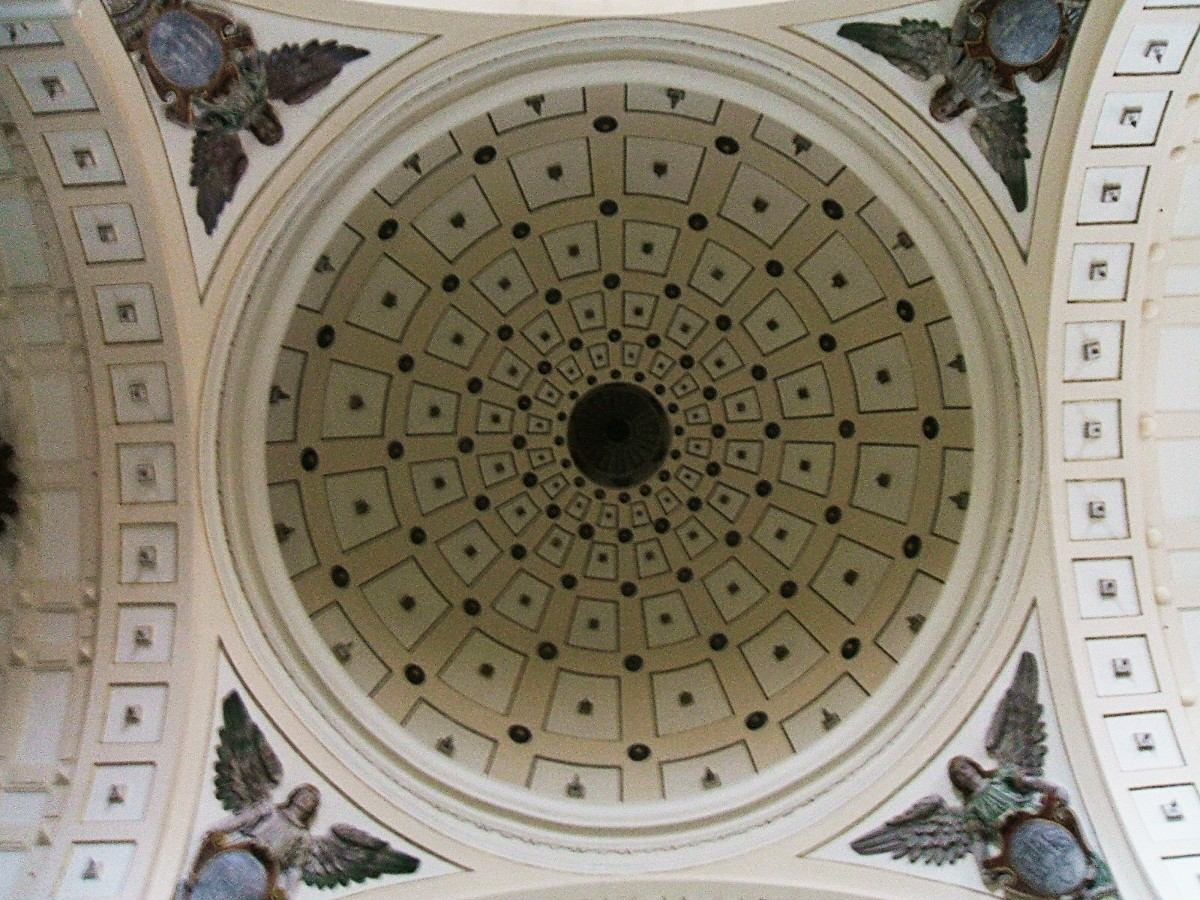
Cúpula del crucero.

El retablo mayor es una obra barroca avanzada con influencia rococó, realizada por Pedro Bahamonde en el siglo XVIII, en madera sin dorar. En sus dos cuerpos, tres calles y el ático semicircular se disponen nueve imágenes de bulto redondo, entre ellas las de san Lorenzo —la advocación original del templo— y santos de la orden jesuita como san Ignacio de Loyola, el cual preside el ático, san Francisco Javier y san Estanislao de Kostka. La más pequeña de estas imágenes, situada en el tabernáculo desde 1768, es también la más relevante: corresponde a la Virgen de la Calle, antaño venerada en una ermita junto a la iglesia de San Bernardo, una talla de 41 centímetros fechada en el siglo XV, que por su aspecto ennegrecido recibe el nombre popular de La Morenilla. La figura aparece sostenida por cuatro ángeles del siglo XVIII. La corona que hoy ostenta esta Virgen con fama de milagrera es una obra de orfebrería castellana contemporánea, salida del taller del burgalés Maese Calvo.
En las cuatro capillas laterales abiertas a ambos lados de la nave y en los brazos del transepto se sitúan varios retablos barrocos de los siglos XVII y XVIII. De la imaginería cabe destacar un Cristo Crucificado del siglo XVI, cuya autoría se atribuye a Juan de Valmaseda. Esta imagen es la titular de la Hermandad del santísimo Cristo de la Misericordia y desfila como paso titular el Miércoles Santo, el Jueves Santo por la mañana en la denominada "Procesión del Indulto" y también el Viernes Santo en la Semana Santa de la capital palentina.

## Galería de imágenes

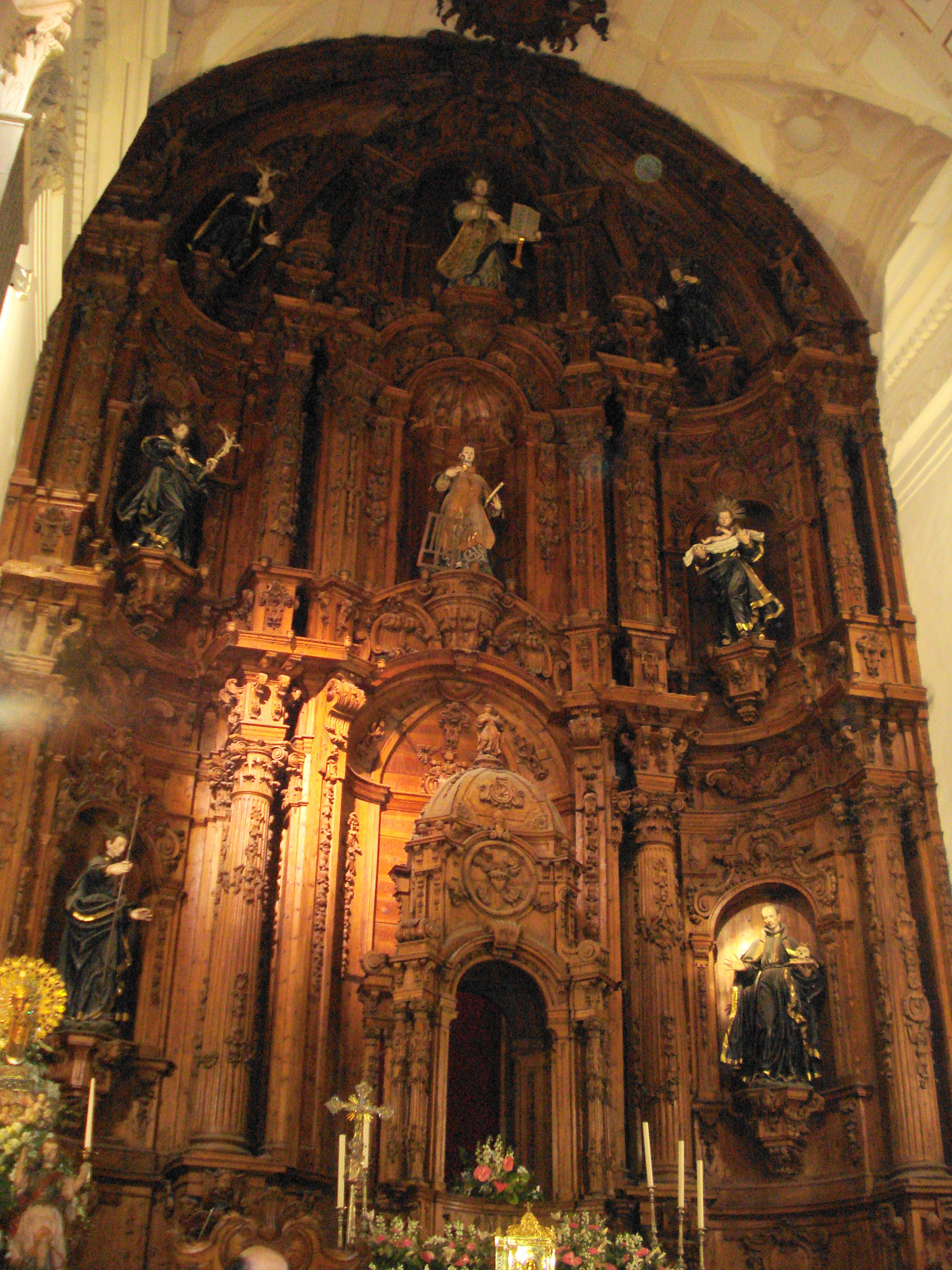
Retablo Mayor barroco
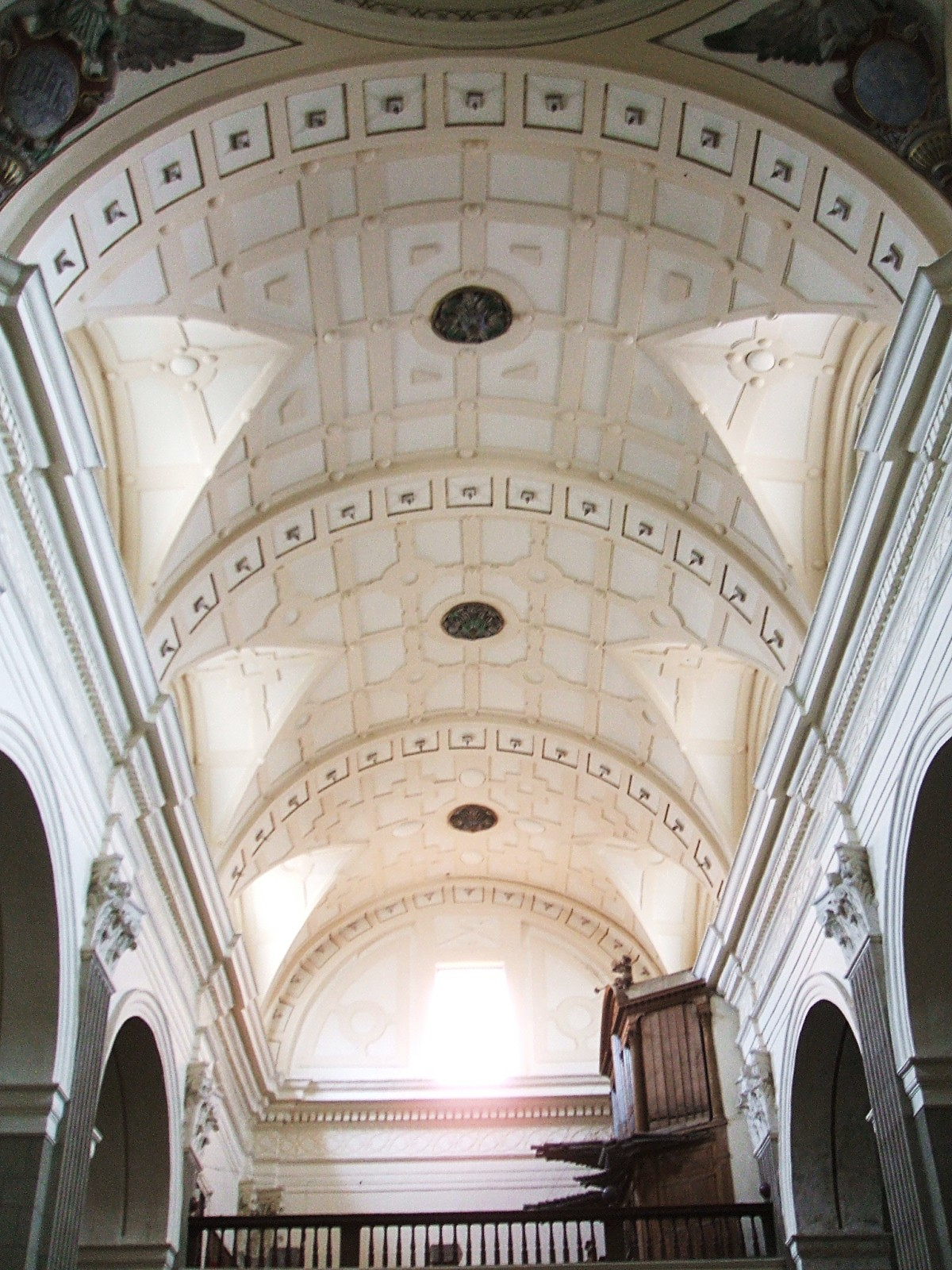
Nave y pie
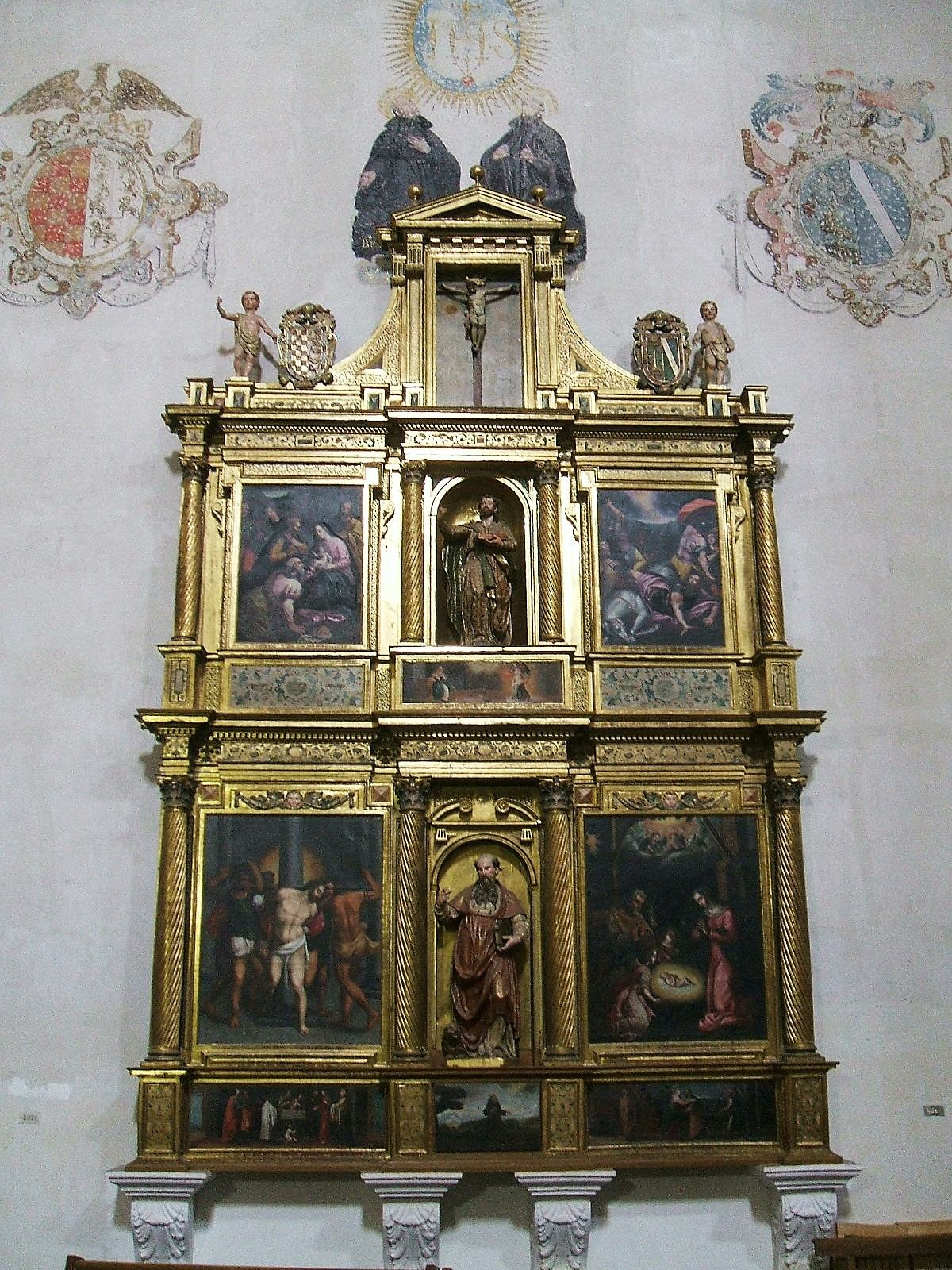
Retablo en el transepto
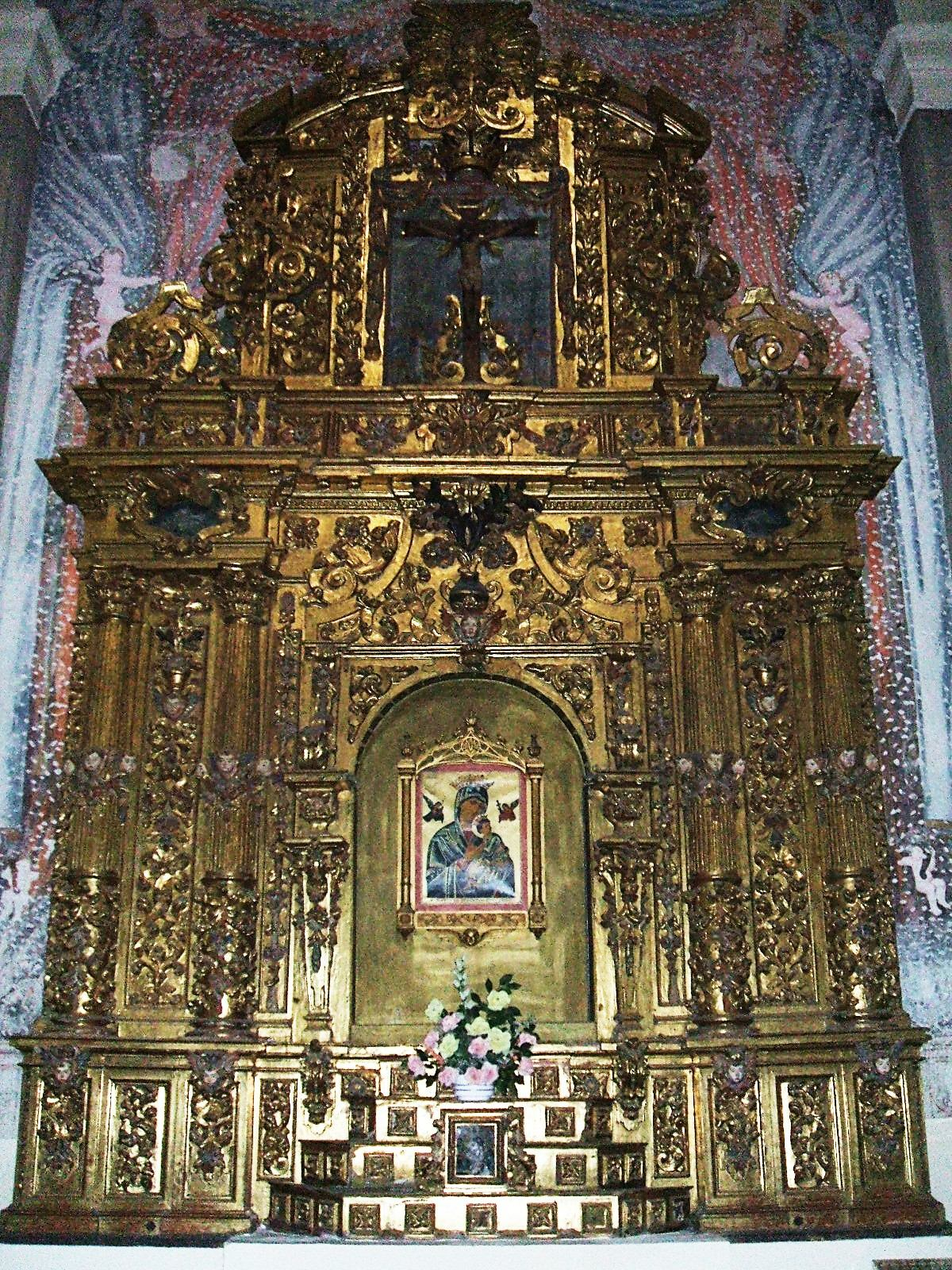
Retablo en capilla lateral
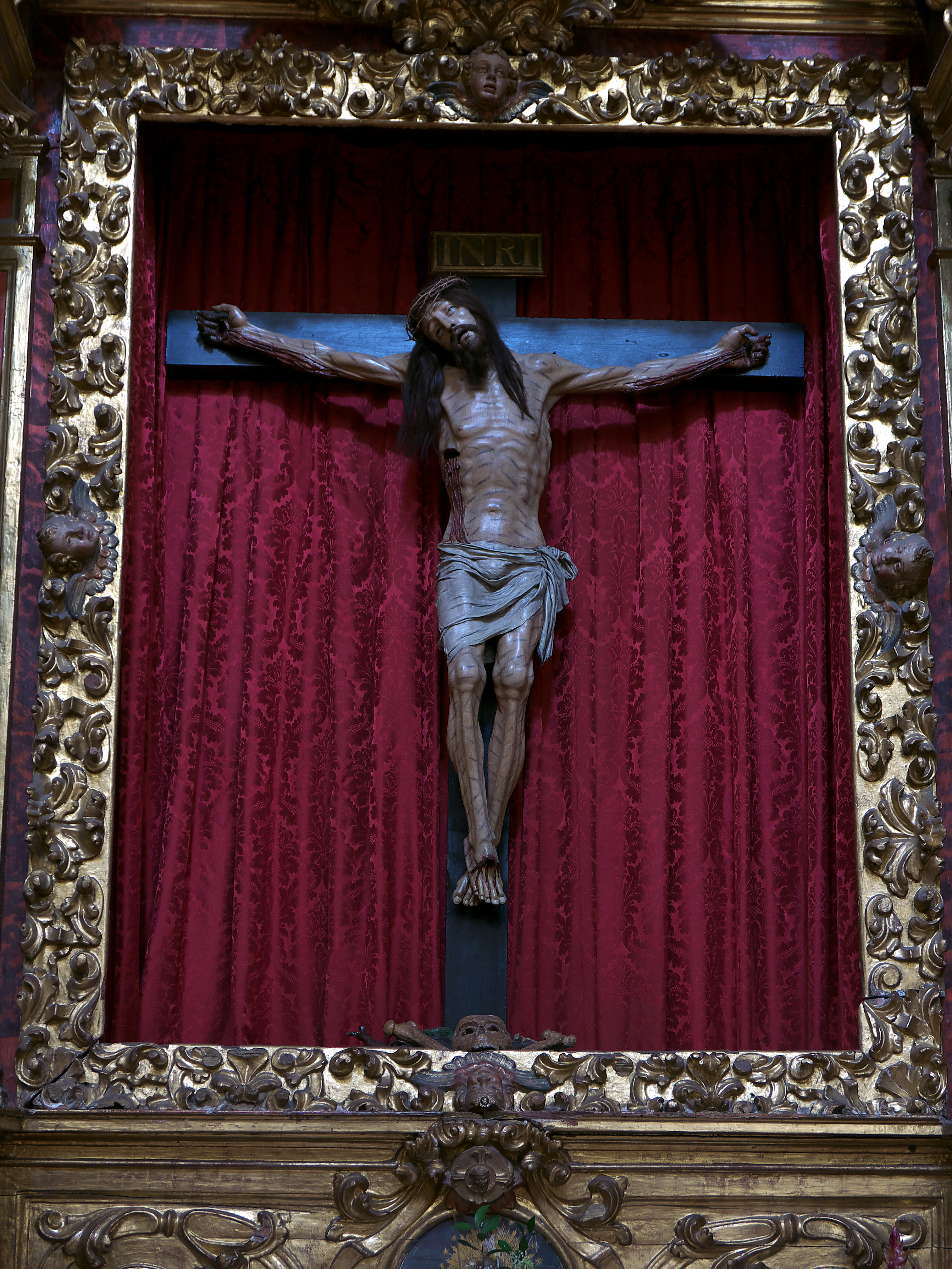
Santísimo Cristo de la Misericordia
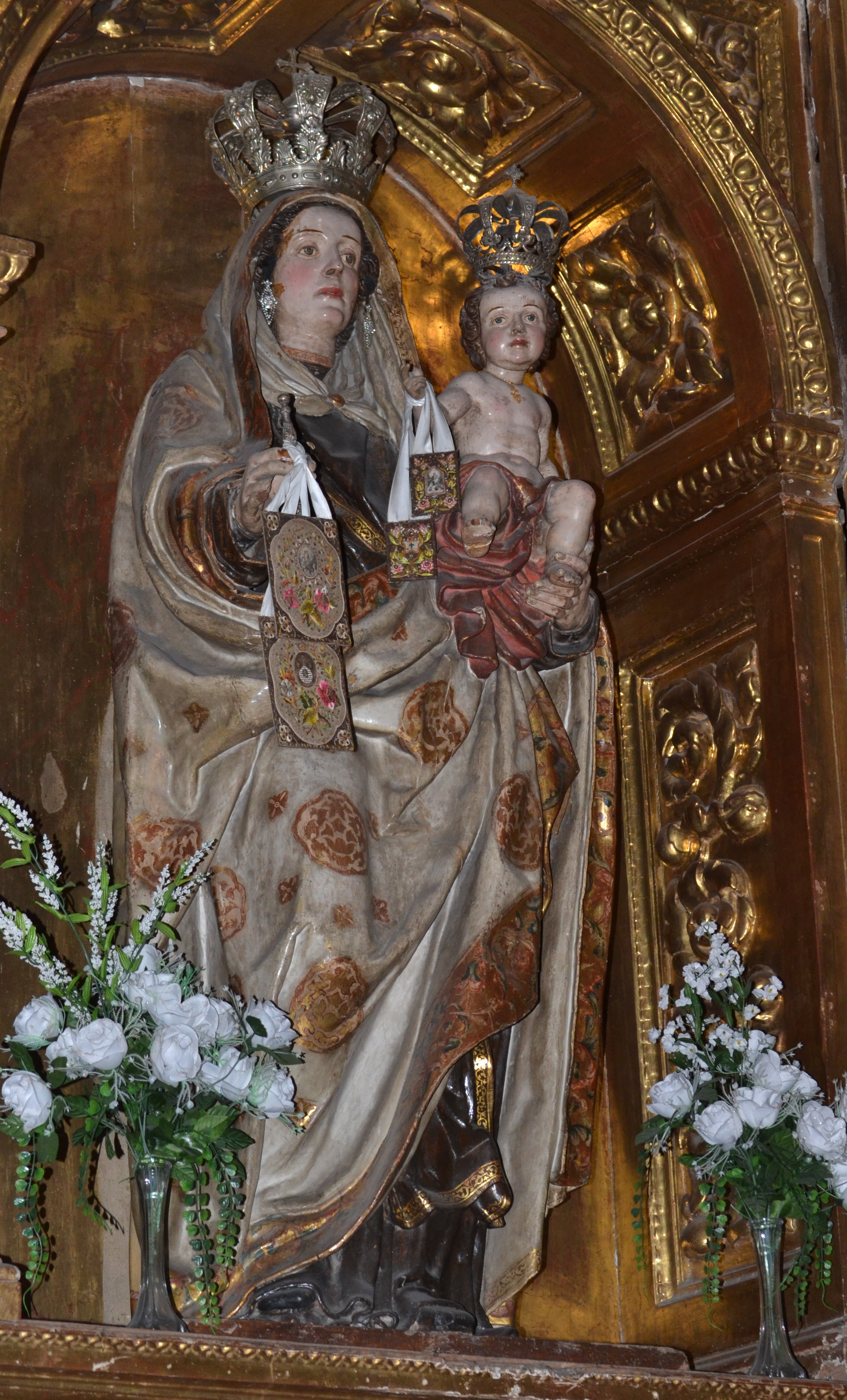
Escultura de la Virgen del Carmen, s. XVII